# Unión de Control Democrático
La Unión de Control Democrático  (UDC, por sus siglas en inglés) fue un grupo de presión paramilitar en el Reino Unido formado en 1914 para exigir una política exterior más responsable. No se consideraba una organización pacifista, pero sí se oponía a la excesiva influencia de los militares en el gobierno. 
El propósito de la formación de la UDC surgió como consecuencia de la ruptura de hostilidades de la Primera Guerra Mundial. Los fundadores observaron que los acuerdos secretos internacionales carecían de supervisión democrática. Los fundadores y cabecillas del movimiento fueron Charles P. Trevelyan, un ministro liberal que renunció a su puesto en protesta por la declaración de guerra, y Ramsay MacDonald, quien renunció al cargo de Presidente del Partido Laborista cuando este apoyó el presupuesto para la guerra. También tenían un papel principal dentro de la Unión el autor Norman Angell Lane y el periodista E. D. Morel. Aun cuando la UDC no estaba afiliada a ningún partido en concreto, lo cierto es que estaba dominada por la extrema izquierda de los partidos Liberal y Laborista.

## Bases de su política
La Unión no reclamaba un cese inmediato de las hostilidades, pero sí que el parlamento y el público hicieran un completo examen de la situación bélica. Se oponía fuertemente a la conscripción y a la censura en tiempos de guerra, además de otras restricciones de las libertades individuales. La Sociedad Religiosa de los Amigos (Cuáqueros), proveía apoyo general y la mayor parte de los fondos de la Unión venían de cuáqueros ricos. También había vínculos estrechos entre la Unión y los defensores del sufragio femenino.

## Cima de su popularidad
En 1917 la UDC tenía más de 100 filiales locales y más de 10.000 miembros, también estaba afiliada a organizaciones que representaban a 650.000 personas más. Comenzó a tener una influencia creciente en el Partido Laborista, el cual vio sus filas engrosadas por la migración de liberales enojados por el continuo apoyo de ese partido a los esfuerzos de guerra. Al final de la guerra, no se pensó en desmantelar la Unión y continuó activa hasta la década de 1920. En el primer gobierno laborista de 1924, 15 de sus ministros pertenecían a la UDC.
Posteriormente, la UDC se tornó más pacifista. Arthur Ponsonby, en 1925, hizo una declaración pacifista Ahora es el tiempo (Now is the Time), apoyado por la UDC. Ponsonby también elevó una petición de aquéllos que "rechazaban hacer cualquier acción o apoyar a un gobierno involucrado en un hecho de armas", y en 1928 publicó "Falsehood in Wartime" la cual afirmaba que la opinión pública era invariablemente pacifista de no mediar por la propaganda mediática belicista.

## Caída
En la década de 1930 la UDC fue dirigida por Dorothy Woodman quien le dio un cariz anti-fascista. Las membresías declinaron en este punto y aun cuando el Movimiento siguió existiendo hasta 1960, la Unión ya tenía muy escasa influencia, lo que la llevó a su fin.
- Datos: Q7886565